# Esimneta
Nelle poleis greche, l'esimnèta (in greco antico: αἰσυμνήτης?, aisymnètes) era un magistrato supremo a cui nei momenti di periodi di instabilità sociale e politica, venivano affidati pieni poteri. 

## Caratteristiche
Aristotele, trattando nella Politica delle forme di potere regio, fa seguire alla descrizione dei re e dei tiranni un breve accenno sugli esimneti: li descrive come tiranni elettivi (a differenza della tirannide dei popoli non greci, che era ereditaria), il cui potere poteva durare a vita oppure poteva essere a tempo o limitato al raggiungimento di un certo risultato. Il suo compito era quello di arbitro e di pacificatore tra i vari gruppi in lotta.

## Esimneti famosi
Un esempio di esimneta può essere considerato Pittaco di Lesbo, che detenne il potere a Mitilene nei dieci anni successivi alla morte di Mirsilo.
Un altro esempio è Pisistrato di Atene, nella prima fase della tirannide (561/560 a.C.-556/555 a.C.).
Secondo Lorenzo Braccesi, che definisce gli esimneti dei "tiranni a termine", anche la tirannide di Falaride ad Akragas potrebbe aver avuto le caratteristiche della temporaneità.